# Eurypauropus maurius
Eurypauropus maurius är en mångfotingart som beskrevs av Hilton 1943. Eurypauropus maurius ingår i släktet Eurypauropus och familjen Eurypauropodidae. Inga underarter finns listade i Catalogue of Life.